# Sapes
Sapes (in greco Σάπες?, in turco: Şapçı, in bulgaro: Шапчи, Šapči) è un ex comune della Grecia nella periferia della Macedonia orientale e Tracia di 6.738 abitanti secondo i dati del censimento 2021.
È stato soppresso a seguito della riforma amministrativa detta Programma Callicrate in vigore dal gennaio 2011 ed è ora compreso nel comune di Maronia-Sapes.

## Amministrazione

### Gemellaggi
- Galatina;